# Mărime sutien
Un sutien, este diferit de celelalte prin țară, material, stil, modul de fabricație și producător. Măsurile unui sutien pot fi diferite chiar și dacă acestea sunt realizate de același producător, în funcție de material și metoda de prelucrare. Concluzia fiind că dacă ne luăm măsurile potrivite și verificam cu atenție putem alege mărimea potrivită nouă.    

## Sistemul internațional de notație a mărimilor

### Mărime Sutien
| Europa | 65 | 70 | 75 | 80 | 85  | 90  | 95  | 100 | 105 |
| Franța | 80 | 85 | 90 | 95 | 100 | 105 | 110 | 115 | 120 |
| Italia | X  | 1  | 2  | 3  | 4   | 5   | 6   | 7   | 8   |
| Anglia | 30 | 32 | 34 | 36 | 38  | 40  | 42  | 44  | 46  |
| SUA    | 30 | 32 | 34 | 36 | 38  | 40  | 42  | 44  | 46  |

### Mărime Cupă
| Europa | A | B | C | D | E    | F     | G |   |    |   |    |   |    |
| Franța | A | B | C | D | E    | F     | G |   |    |   |    |   |    |
| Italia | A | B | C | D | DD   | E     | F |   |    |   |    |   |    |
| Anglia | A | B | C | D | DD   | E     | F | G | GG | H | HH | J | JJ |
| SUA    | A | B | C | D | DD/E | DDD/F | G | H | I  | J | K  | L | M  |

## Metoda de aflare a mărimii sutienului
Unitățile de măsură au rol doar de a ghida alegerea potrivită a unui sutien, și nu reprezintă întotdeauna realitatea absolută.
Mărimea sutienului este determinata de diferența dintre mărimea bustului și mărimea toracelui. 
Pentru măsurare se folosește un centimetru de croitorie și se măsoară pieptul în partea de sub sâni. 
Panglica de măsurat trebuie să fie ușor strânsă  pe cutia toracica(peste coaste). 
Se inspiră profund cu panglica de măsurat în jurul toracelui, și se ajustează până se poate respira fără dificultate.
Cifra obținută constituie mărimea aproximativă a  sutienului conform tabelului de mai jos: 
Mărimea sutienului în cm
| 70 | 75 | 80 | 85 | 90 | 95 | 100 | 105 | 110 | 115 | 120 |
| -- | -- | -- | -- | -- | -- | --- | --- | --- | --- | --- |

Pentru a afla mărimea cupei sutienului, se folosește centimetru de croitorie. 
Se măsoară circumferința  în partea cea mai proeminentă a sânilor.  
Diferența obținută între cele două măsurători reprezintă mărimea aproximativă a cupei, conform tabelului de mai jos:  
| A       | B       | C       | D       | DD      | E       | F       | G        |
| ------- | ------- | ------- | ------- | ------- | ------- | ------- | -------- |
| 10-12cm | 13-15cm | 15-17cm | 18-20cm | 20-22cm | 23-25cm | 26-28cm | 28-30 cm |

Exemplu
Măsura toracelui peste sâni = 120 cm 
Măsura toracelui sub sâni = 90 cm
120-90 = 30 cm diferență; deci avem cupă G
Măsura corectă a sutienului  va fi 90G